# Cinetoscopi

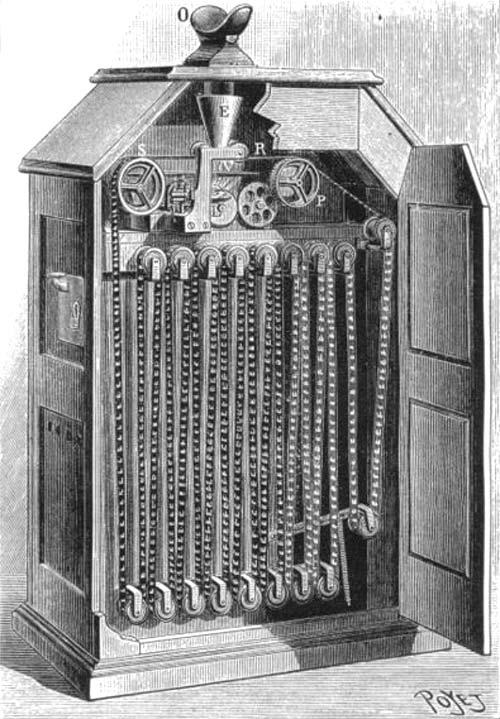
Un quinetoscopi amb la tapa oberta, la pel·lícula de llaç, i el visor superior obert.

El quinetoscopi (del grec κίνητο: moviment i σκοπέω: observar) fou el precursor del projector de pel·lícules modern desenvolupat per William Kennedy Laurie Dickson, mentre treballava amb Thomas Edison.
L'invent consistia en una caixa de fusta amb un orifici on hi havia una lent. A l'interior s'hi trobava una bombeta i el rotlle de la pel·lícula. La funció principal de l'aparell era reproduir imatges en moviment, les quals es visionaven a través d'una pantalla d'augment, prèviament dipositant una moneda i de forma individual.
Per tant, va ser dissenyat per veure una pel·lícula individualment, és a dir que no era un projector de pel·lícules, però va servir per introduir l'estandard per a tota projecció cinematogràfica abans de l'arribada del vídeo.
Finalment, fou patentat per Edison l'any 1891.

## Història
Fins al 1890, els científics estaven més interessats en el desenvolupament de la fotografia que no pas en el de la cinematografia. Això, però, va canviar quan Thomas Alva Edison va construir el Black Maria, un laboratori prop de West Orange (Nova Jersey). Aquest espai va ser on Edison va realitzar els seus primers experiments sobre imatges en moviment i va convertir-se en el primer estudi de cinema del món.
Abans de tenir la idea Edison s'inspirà en una visita que va fer a Eadweard Muybridge l'any 1888, que va ser qui va desenvolupar el zoopraxiscopi. Sembla que la intenció de Muybridge era finançar i promoure una major col·laboració amb Edison en l'elaboració d'un disseny d'una màquina que poguera emetre so i projectar imatges alhora. En aquest disseny s'hi incloïa el fonògraf inventat per Edison. Aleshores, Edison, impressionat i inspirat per les idees de Muybridge, va registrar ràpidament la patent d'una màquina que podria "fer per als ulls allò que el fonògraf fa per als oïdes". Li va encarregar la tasca del nou disseny a Laurie Dickson, i decidí anomenar "el seu" invent: Quinetoscopi, com a resultat de la combinació de les paraules gregues κίνητο (moviment) i σκοπέω (observar).
Edison, Dickson i altres treballadors del laboratori Black Maria realitzaren progressos en el disseny fins a un punt, ja que la seva idea de fer servir cilindres rotatius només permetria projectar animacions curtes, atès la limitació del diàmetre del cilindre.
El projecte quedà paralitzat, però es reprengué després d'una visita d'Edison a Etienne-Jules Marey, un metge i fotògraf francès que havia desenvolupat un cronofotògraf, el qual feia servir una tira de pel·lícula força més llarga que el diàmetre de qualsevol cilindre utilitzable.
Els treballs de John Carbutt sobre la pel·lícula de cel·luloide van oferir més progressos en aquesta direcció. La pel·lícula es dissenyà com un llaç, que serpentejava al voltant d'una sèrie d'eixos dins d'una caixa de fusta, i es podia veure-la mirant cap avall des d'una obertura. Aquest invent va arribar als laboratoris d'Edison de la mà de William Heise un dels treballadors de Dickson.
El 20 de maig de 1891, la primera projecció pública del prototip de quinetoscopi d'Edison es realitzà als seus laboratoris per a una convenció de la Federació Nacional de Clubs de Dones dels EUA. La presentació pública del quinetoscopi complet tingué lloc a l'Institut de les Arts i les Ciències de Brooklyn el 9 de maig de 1893.

## Funcionament i ús
En aquest enllaç podreu veure com funcionava el quinetoscòpi: VIDEO
El Cinetoscopi va ser un dels invents que va permetre el sorgiment del cinema tal com el coneixem avui en dia. Va ser inventat l'any 1890 aproximadament per William Kennedy Laurie Dickson. L'atribució d'aquest invent és un dels més importants en la història del segle XIX, ha estat sempre rodejada de dubtes, donat que Thomas Edison apareix en moltes ocasions com el seu creador, tot i que molts invents al llarg de la història se li han atribuït a ell tot i no ser l'únic que els va finançar. A finals del segle XIX és un moment de lluita constant entre els germans Lumière i Edison que es disputaven contínuament qui seria el responsable de revolucionar el món del cinema.
Emprat sobretot a fires i carnavals com a entreteniment, estava destinat a la visió individual de pel·lícules en bucle. El quinetoscopi no permetia la projecció sobre pantalles, la pel·lícula es visualitzava quan passava entre una làmpada elèctrica i una lupa.
La pel·lícula es movia de manera contínua i no intermitent, i per això necessitava un obturador que dividís cada imatge per tal de coordinar el pas d'un fotograma a un altre i crear l'efecte de moviment a l'espectador. La peça que feia d'obturador era un disc giratori amb una petita escletxa, similar al Cronotògraf de Marey. El principal problema del quinetoscopi era que il·luminava cada fotograma tan breument que la intensitat amb la que es podia veure la projecció no era prou bona, és per això, que es va intentar compensar aquest defecte amb la introducció d'una lupa en el visor.
Feia servir una pel·lícula de 35mm perforada 4 vegades per fotograma a cada banda de la pel·lícula. Durant la major part de la seva existència, el quinetoscopi va estar impulsat per un motor elèctric.

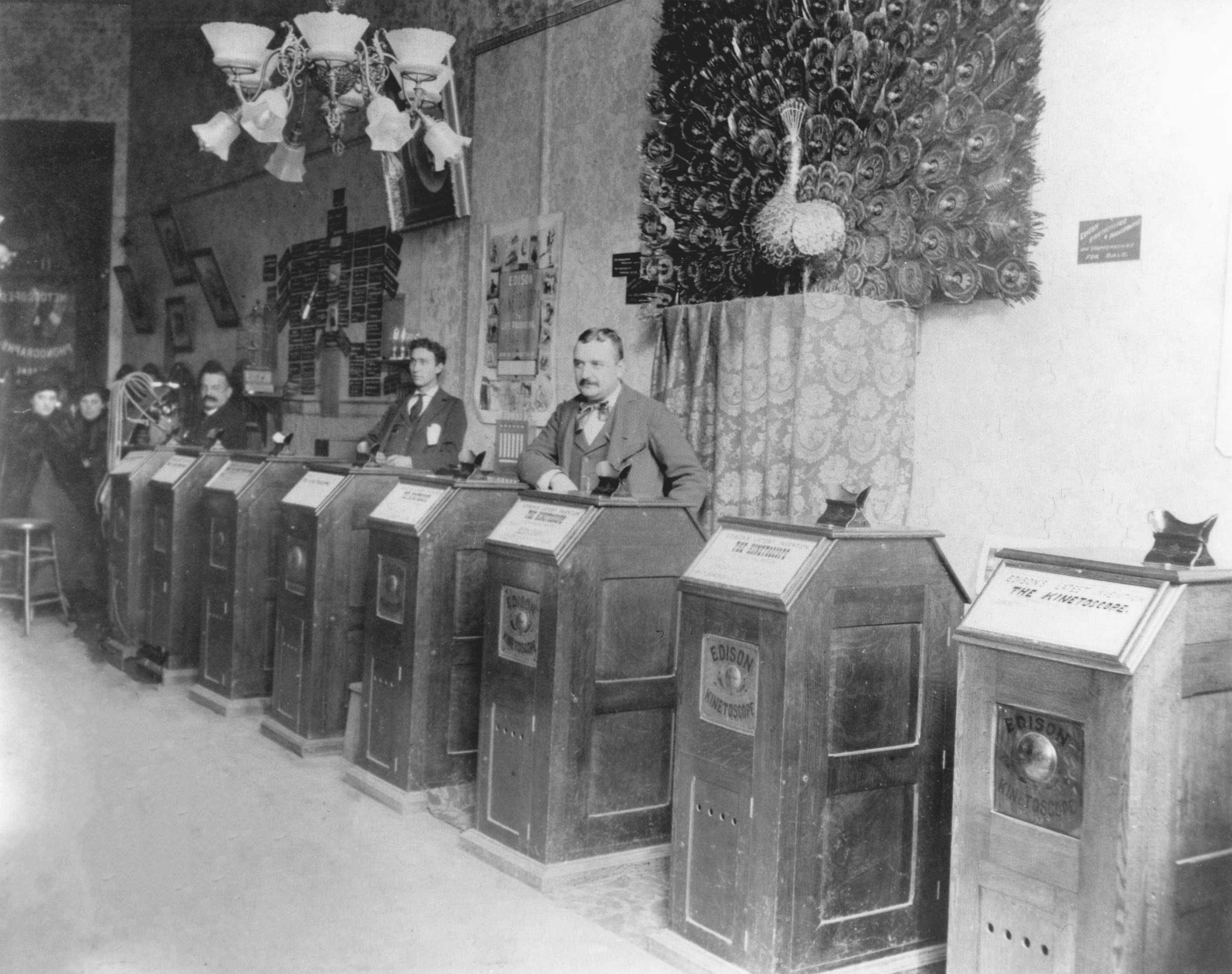
Fotografía d'un diari de San Francisco (EUA) on es veu una sala amb quinetoscòpis, 1894-1895

El quinetoscopi va ser concebut com una màquina de visionat individual. feta en salons especials equipats amb diversos visors, cada un amb una pel·lícula diferent. Edison va emprar el mateix sistema d'explotació que havia utilitzat amb el seu fonògraf. Tirant una moneda s'encenien llum i motor i es veia el petit espectacle cinematogràfic d'uns 20 segons de duració. La projecció es duia a terme en salons especials equipats amb diversos visors, cada un amb una pel·lícula diferent.
El 14 d'abril de 1894 s'obrí el primer saló de quinetoscopi a Nova York amb 10 màquines cada una amb un tema diferent. Edison va anar obrint sales a tots els Estats Units i fins i tot a alguns dels centres culturals europeus del moment, on els germans Lumière coneixerien l'aparell. Edison no va voler projectar les seves pel·lícules, en part per la seva preocupació en vers a la qualitat però sobretot perla seva desconfiança amb el futur del cinema com a espectacle. En una carta que va enviar a Muybridge l'any 1894 li deia "He creat un petit instrument que he anomenat quinetoscopi, amb una escletxa per posar-hi diners i n'he fet fabricar vint-i-cinc. Dubto que tingui cap futur comercial i em temo que no arribi a cobrir despeses". Aquesta reticència d'Edison cap al cinema li va impedir ser considerat avui l'inventor únic del cinema.
Tot i aquestes reticències Edison va crear poc temps després el quinetòfon. Un aparell que intentar unificar la imatge i el so. A la primavera del 1895 va presentar aquesta màquina, és a dir, una pel·lícula de quinetoscopi sincronitzada per una corretja amb un fonògraf. La primera pel·lícula en ser mostrada en quinetòfon va ser "Dickson Experimental Sound Film".
Dickson abandonà el laboratori i el quinetoscopi va caure en popularitat, i els treballs del quinetòfon es van suspendre durant divuit anys. El 1913 Edison presentà un nou quinetòfon dissenyat per a sincronitzar el so amb una pel·lícula projectada en una pantalla externa, però encara persistien els problemes amb talls de pel·lícula i amb operadors mal preparats, fet que provocava desincronització amb el so. El resultat, aleshores, fou la insatisfacció de l'audiència i la falta de popularitat del quinetòfon.

## Antecedents
Abans de la creació del quinetoscopi, van aparèixer altres aparells semblants, que van ajudar a la invenció d'aquest.
Un metge britànic, anomenat Jhon Ayton París, va crear l'any 1824 el traumàtrop, aparell format per un disc amb dues imatges diferents a cada costat i un tros de corda als laterals del disc. Quan algú estira aquesta corda, les imatges s'uneixen i el disc gira, creant una il·lusió òptica en moviment amb les dues imatges. Aquest invent és considerat com una joguina i és un dels antecedents de la invenció del cinema amb el cinematògraf.
Un altre antecedent, és el fenaquitoscopi, creat l'any 1833 per Joseph Antoine Ferdinand Plateau. Va ser la primera joguina òptica que permetia reproduir el moviment d'una imatge, format per diversos dibuixos d'un mateix objecte però posicionats lleugerament diferents entre ells. Aquests dibuixos estaven distribuïts per una placa circular llisa. Per fer-lo funcionar, s'havia de col·locar l'invent davant d'un mirall i es feia girar, creant una il·lusió òptica de moviment al mirar pel forat.
Més tard va aparèixer el zoòtrop, creat l'any 1834 per William George Horner, tot i que no va arribar al mercat fins al 1867. També va ser una de les joguines més populars d'aquella època. Consistia en una mena de tambor circular amb molts forats al seu voltant i una tira d'imatges a la paret interna. A través d'aquests forats, si miraves a l'interior de l'aparell mentre el giraves, podies observar moviment a les imatges gràcies a un efecte òptic. S'inspirava en el fenaquitoscopi però, a diferència d'aquest, permetia que diverses persones el contemplessin alhora.

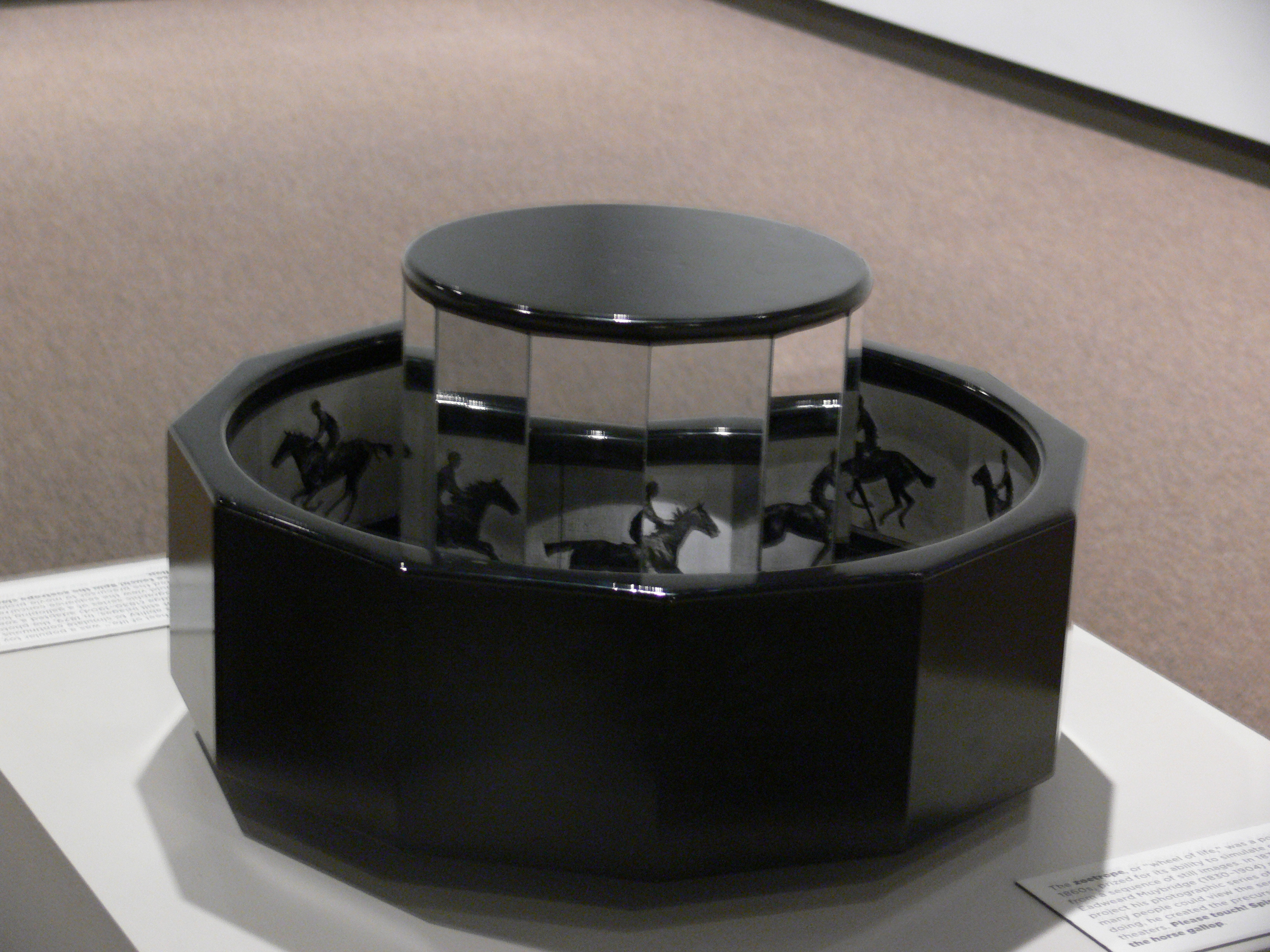
Zoòtrop al Amon Carter Museum de Fort Worth, Texas. S'hi mostra una sèrie fotogràfica d'un cavall galopant feta per Eadweard Muybridge (1830-1904).

També,  l'any 1877, el francès Émile Reynaud va crear el praxinoscopi. Al igual que el traumàtrop, el fenaquitoscopi i el zoòtrop, estava i està considerat com una joguina. A més, és molt similar a aquest últim. També consisteix en un tambor giratori, un cilindre central immòbil envoltat de miralls acoblats i una tira de 12 dibuixos fixada a la part interior del tambor que componen un moviment cíclic; de manera que quan es giren les rodes, els miralls formen angles específics per poder reflectir les imatges, creant un efecte de moviment. Es tracta d'una versió perfeccionada del zoòtrop, on els miralls de Reynaud generen sensació de moviment menys sobtat i amb millor visibilitat i més lluminositat.
El fusell fotogràfic va ser un dels últims aparells abans del quinetoscopi. Es considera com l'avantpassat de l'actual càmera fotogràfica, i el va inventar Étienne-Jules Marey, que a més de fotògraf va ser metge fisiològic, l'any 1882, poc abans que el cinematògraf. Va ser el primer invent en captar imatges en moviment en una mateixa placa cronomatogràfica, utilitzant un obturador mecànic. Consta d'una placa fixa que és capaç de registrar 12 imatges per segon, sent així capaç d'enregistrar moltes imatges en poc temps.
Finalment Thomas Edison i William Kennedy Laurie Dickson inventaren el Quinetògraf. Permetia enregistrar imatges en moviment, però el problema era que no donava l'opció de poder-les observar. Bàsicament era l'aparell o màquina encarregada de crear les imatges en moviment pel quinetoscopi.